# قشلاق حاج سليمان أكبر كرامتي (مقاطعة بيله سوار)
قشلاق حاج سلیمان أکبر کرامتي (بالفارسية: قشلاق حاج سلیمان اکبر کرامتی) هي منطقة سكنية تقع في إيران في قسم قشلاق الشرقي الريفي. يقدر عدد سكانها بـ 33 نسمة .